# Tempio di Nebo
Il tempio di Nebo (o tempio di Nabo, o Nabu) è un santurario in rovina ubicato nella città di Palmira, in Siria e dedicato alla divinità babilonese Nebo. È considerato tra i più importanti del sito patrimonio dell'umanità di Palmira.

## Storia e descrizione
La costruzione del tempio risale alla seconda metà o all'ultimo quarto del I secolo d.C.; tuttavia le più antiche strutture del santurario, precedenti le architetture giunte fino a noi, risalgono al 23 d.C. e la costruzione dei portici intorno al temenos proseguì durante il II secolo.

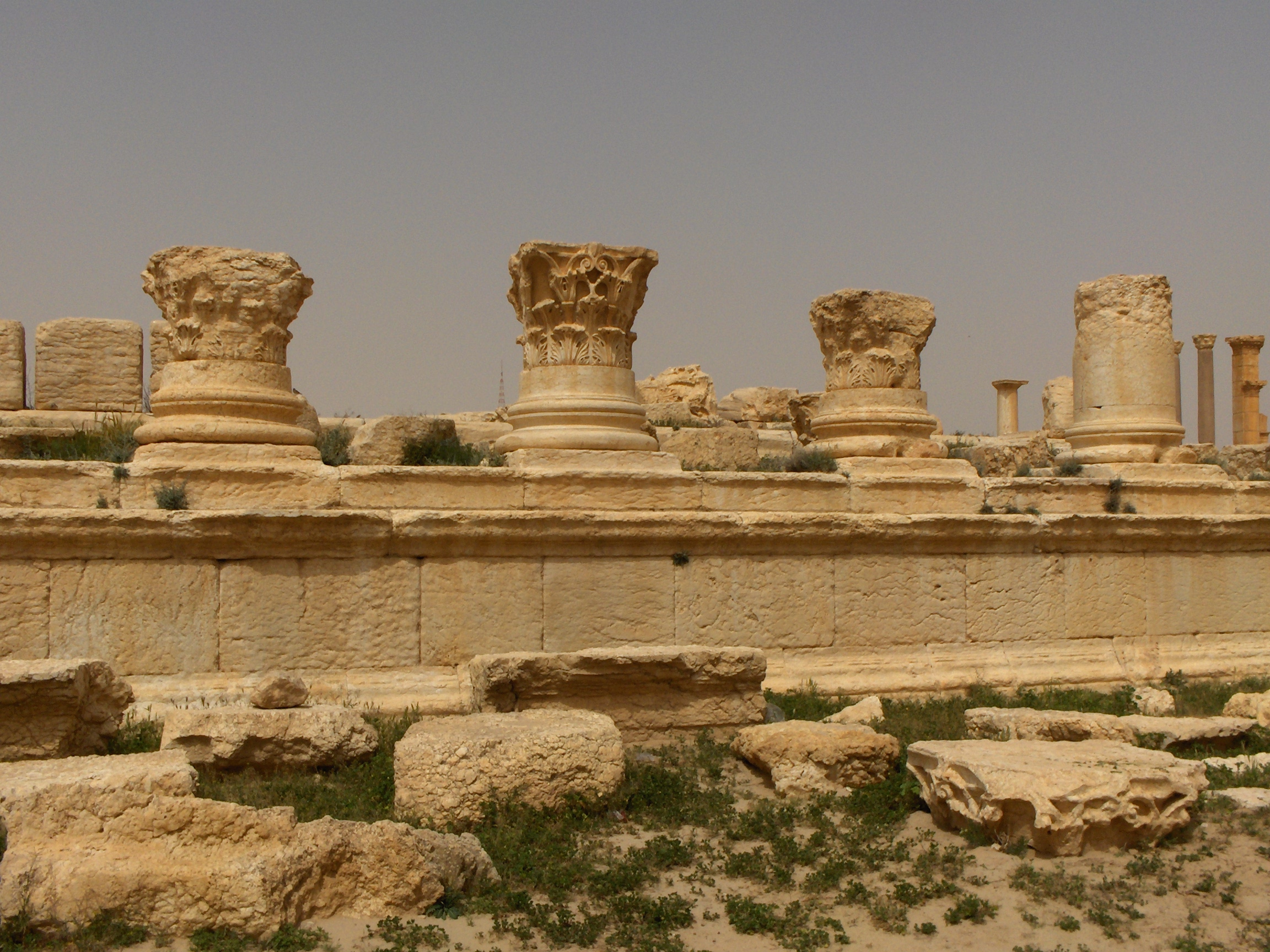
Alcune basi delle antiche colonne del tempio di Nebo.

Il tempio era dedicato a Nebo, la divinità babilonese degli oracoli, della saggezza e della scrittura, identificato nel pantheon greco-romano con Apollo o Mercurio. È stato osservato che la devozione dei palmireni nei confronti di questo dio orientale testimonia della relativa indipendenza di Palmira dal prevalente modello culturale romano.
Quando, tra la fine del II e l'inizio del III secolo, venne eretta la sezione centrale del Grande colonnato di Palmira, la parte settentrionale del temenos a pianta trapezoidale del tempio di Nebo fu modificata, ma il tempio non fu spostato e il viale colonnato gli girò intorno (si ritiene che i commercianti di Palmira potessero temere ripercussioni negative da parte del dio se il santuario fosse stato spostato).
Dell'antico santurario sono sopravvissuti solo pochi resti: il podio su cui il tempio si ergeva, che misura 9 × 20 m; le basi delle colonne che circondavano la struttura principale dell'edificio; alcuni resti della recinzione perimetrale esterna. Il tempio aveva una struttura in pianta tipica dell'architettura orientale: la cella era circondata da un peristilio di 6 × 12 colonne corinzie e dava su un altare a cielo aperto rivolto verso sud; a questo si accedeva, da sud, attraverso un propileo a sei colonne.
Il tempio di Nebo fu oggetto di scavi tra il 1963 e il 1965 da parte di una équipe archeologica franco-siriana.